# Walter Stockert
Walter Stockert (* 25. September 1940 in Wien) ist ein österreichischer Altphilologe.

## Leben und Forschung
Stockert studierte nach der Matura 1958 Klassische Philologie an der Universität Wien, wo er im April 1963 mit der Dissertation „Wort- und Klangparallelen bei Pindar“ promoviert wurde. Im November desselben Jahres bestand er die Lehramtsprüfung für Latein und Griechisch und absolvierte sein Probejahr am Gymnasium Wasagasse (Wien IX). Bis September 2000 war er Lehrer für Latein am Gymnasium Wien XIX der Neulandschulsiedlungen.
Von 1985 bis 1986 war Stockert Junior Fellow am Center for Hellenic Studies in Washington, D.C. Am 18. Dezember 1990 habilitierte er sich mit einer Edition samt Kommentar zur Iphigenie in Aulis des Euripides an der Universität Wien und hielt dort seitdem Vorlesungen zur griechischen und lateinischen Literatur ab. Im Wintersemester 1998/99 war er Gastprofessor an der Universität Heidelberg.
Stockert beschäftigt sich mit dem antiken Drama, besonders mit dem Tragiker Euripides und dem lateinischen Komödiendichter Plautus. Er veröffentlichte kritische Editionen samt Kommentar zu Euripides’ Iphigenie in Aulis (1992) und Hippolytus (1994) sowie zu den Plautus-Komödien Aulularia (1983) und Cistellaria (2012).

## Schriften (Auswahl)
- Klangfiguren und Wortresponsionen bei Pindar. Wien 1969 (Dissertation)
- T. Maccius Plautus: Aulularia. Herausgegeben und kommentiert. 2 Bände, Stuttgart 1983, ISBN 978-3-519-04040-8, ISBN 978-3-519-04043-9
- Euripides: Iphigenie in Aulis. 2 Bände, Wien 1992, ISBN 978-3-7001-1968-5
- Euripides: Hippolytus. Stuttgart / Leipzig 1994 (Bibliotheca Teubneriana), ISBN 978-3-8154-1330-2
- T. Maccius Plautus, Cistellaria. Einleitung, Text und Kommentar. München 2012 (= Zetemata 143), ISBN 978-3-406-64136-7